# Джордано Бруно
Джорда́но Бру́но (справжнє ім'я: Філіппо, італ. Giordano Bruno, лат. Iordanus Brunus Nolanus, прізвисько — Бруно Ноланець, 1548, Нола поблизу Неаполя — 17 лютого 1600, Рим) — італійський філософ епохи Відродження, поет, представник пантеїзму.
Будучи католицьким священником, розвивав неоплатонізм у вигляді ренесансного натуралізму. В астрономії підтримував погляди Миколая Коперника, став пропагувати ідею про нескінченність Всесвіту і про безліч заселених світів та метемпсихоз (переселення душ). Домініканин, 1576-го року покинув орден, подорожував Європою, викладав та навчався зокрема в Женеві, Парижі, Оксфорді. У своїх поглядах поєднував різні філософські доктрини, астрономію, магію та герметизм. Релігію вважав за спрощену на потреби людей версію філософії, а релігійні практики — забобоном, породженим з неуцтва. 1592-го ув'язнений інквізицією, в результаті 7-річного процесу визнаний єретиком і спалений на Кампо-деї-Фйорі в Римі 17 лютого 1600 року у віці 51-го або 52-х років.
Повернений у XIX сторіччі вільнодумцями, став легендою як символ раціоналістичного світобачення і вільного пошуку правди всупереч релігійним догматам та авторитету церкви.

## Біографія

### Ранні роки, 1548—1576
Народився під ім'ям Філіппо Бруно народився 1548 року в Нолі біля Неаполя, в південному регіоні Італії — Кампаньї, що тоді входив до складу Неаполітанського королівства. Він був сином Джованні Бруно (1517 — бл. 1592), солдата, і Фрауліси Саволіно (1520–?). У юності його відправили до Неаполя на навчання. Він отримував приватні уроки в августинському монастирі та відвідував публічні лекції в Студіум генерале. У 17 років він вступив до домініканського ордену при монастирі Сан-Доменіко-Маджоре в Неаполі, де взяв ім'я Джордано на честь свого викладача метафізики Джордано Кріпсо. Він продовжив навчання, завершив новіціят і був висвячений на священника у 1572 році у віці 24 років. Під час перебування в Неаполі здобув славу завдяки вмінню користуватись мнемонічною технікою; одного разу навіть їздив до Рима, щоб продемонструвати свою систему папі Пію V та кардиналу Ребібі. Пізніше Бруно стверджував, що тоді ж Папа прийняв присвяту йому втраченої праці «Про Ноїв ковчег».
Попри блискучі здібності, його схильність до вільнодумства і забороненої літератури незабаром спричинили труднощі. Враховуючи суперечки, що їх він викликав у пізніші роки, дивує, як йому вдалося залишатися в монастирській системі протягом одинадцяти років. У свідченнях перед венеційською інквізицією через багато років Бруно розповів, що двічі проти нього порушували провадження за те, що він викидав зображення святих, залишивши лише розп’яття, а також за те, що рекомендував суперечливі тексти новіцієві. Подібну поведінку, можливо, ще могли терпіти, але ситуація значно ускладнилася, коли його звинуватили в захисті аріанської єресі, а в монастирській вбиральні знайшли заборонені твори Еразма з його нотатками. Дізнавшись про підготовку обвинувачувального акту в Неаполі, він утік, знявши з себе чернечий одяг.

### Перші роки мандрів, 1576—1583

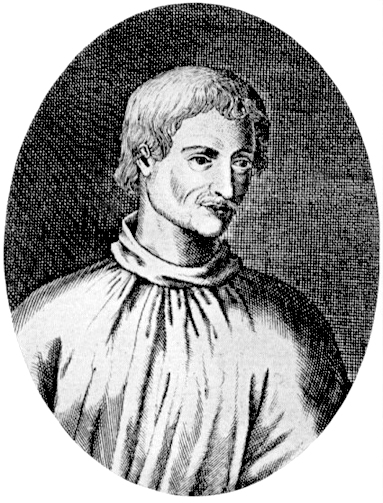
Найраніше зображення Бруно — гравюра, опублікована 1715 року в Німеччині, ймовірно, за втраченим портретом, написаним сучасником Бруно.

Бруно спочатку вирушив до генуезького порту Нолі, потім до Савони, Турина і, зрештою, до Венеції, де він опублікував втрачену працю «Про знаки часу». З Венеції він попрямував до Падуї, де зустрів домініканців, які переконали його знову вдягти свій чернечий одяг. Згодом він відвідав Бергамо, а потім перетнув Альпи, опинившись у Шамбері та Ліоні. Його подальші переміщення залишаються неясними.
У 1579 році Бруно прибув до Женеви. На допиті у Венеції він розповів інквізиторам, що, перебуваючи в Женеві, сказав маркізу де Віко з Неаполя, відомому допомогою італійським біженцям: «Я не мав наміру приймати релігію цього міста. Я бажав лише жити тут у свободі та безпеці». Він замовив собі штани, а маркіз та інші подарували йому меч, капелюх, плащ та інші необхідні речі, щоб він виглядав як світська особа. У такому вбранні його вже не можна було впізнати як священника. Здавалося, справи Бруно йшли добре: у травні 1579 року він записав своє ім'я до Реєстру Женевського університету. Але й тут він не втримався від виступів. У серпні він опублікував памфлет проти роботи Антуана де Ла Фає, поважного професора. Бруно та друкаря Жана Бержеона негайно заарештували. Замість вибачень Бруно наполягав на захисті свого видання. Йому відмовили в праві приймати причастя. Хоча це право згодом повернули, він залишив Женеву.
Він поїхав до Франції, спершу до Ліона, а згодом (1580—1581) оселився на деякий час у Тулузі, де здобув докторський ступінь з богослов'я, а студенти обрали його для викладання філософії. У цей період він також намагався повернутися до католицизму, але єзуїт-священник відмовив йому в дозволі. Коли влітку 1581 року в місті спалахнули релігійні сутички, він переїхав до Парижа. Там він провів цикл із тридцяти лекцій на богословські теми і здобув славу завдяки своїй феноменальній пам'яті. Його здібності привернули увагу короля Генріха III, про що Бруно згодом писав:
«Я набув такого імені, що король Генріх III якось покликав мене, щоб дізнатися, чи моя пам'ять є природною, чи набута магічним мистецтвом. Я переконав його, що це не чаклунство, а організоване знання; після чого я видав книжку про пам'ять під назвою „Тіні ідей“ (De umbris idearum), яку присвятив Його Величності. Невдовзі після цього мені надали надзвичайну посаду лектора із зарплатнею».
У Парижі Бруно користувався підтримкою впливових французьких покровителів. У цей період він опублікував кілька праць з мнемоніки, зокрема «Тіні ідей» (лат. De umbris idearum, 1582), «Мистецтво пам'яті» (лат. Ars memoriae, 1582) і «Пісня Цірцеї» (лат. Cantus Circaeus, 1582). Усі ці твори базувалися на його мнемонічних моделях упорядкованого знань і досвіду. Також Бруно опублікував комедію, яка в сатиричній формі узагальнювала деякі його філософські ідеї, — «Свічник» (італ. Il Candelaio, 1582).

### Англія, 1583—1585

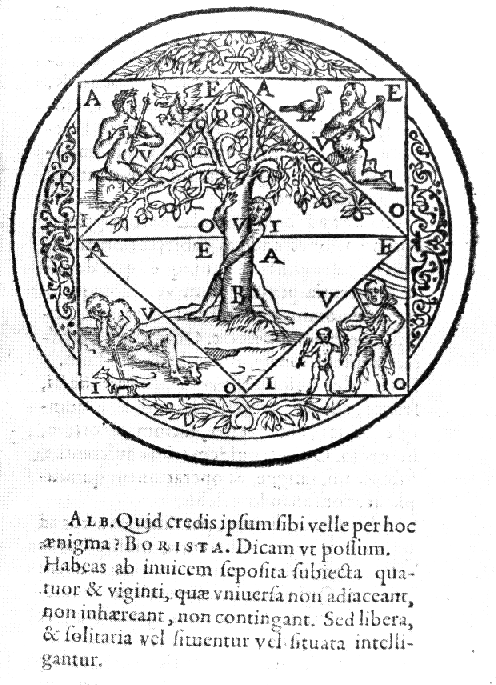
Дереворит із зображенням одного з менш складних мнемонічних пристроїв Бруно

У квітні 1583 року Бруно вирушив до Англії з рекомендаційними листами від Генріха III як гість французького посла Мішеля де Кастельно. Бруно мешкав у французькому посольстві разом із лексикографом Джоном Флоріо. Там він познайомився з поетом Філіпом Сідні (якому він присвятив дві книги) та іншими членами герметичного кола навколо Джона Ді, хоча немає доказів, що Бруно особисто зустрічався з Ді. Він також читав лекції в Оксфорді й намагався здобути там посаду викладача, але безуспішно. Його погляди викликали суперечки, зокрема з Джоном Андергіллом, ректором Лінкольн-коледжу, який згодом став єпископом Оксфорда, та Джорджем Ебботом, що пізніше став архієпископом Кентерберійським. Еббот висміював Бруно за підтримку «погляду Коперника, що Земля рухається, а небеса стоять на місці; тоді як насправді це його власна голова оберталася, і мозок не стоїть на місці», і звинуватив його в плагіаті та перекручуванні праць Марсіліо Фічіно, що зрештою змусило Бруно повернутися на континент.
Попри це, перебування в Англії було плідним для Бруно. У цей час він завершив і видав деякі зі своїх найважливіших творів — шість «італійських діалогів», серед яких космологічні трактати: «Бенкет на попелі» (італ. La cena de le ceneri, 1584), "Про причину, принцип і єдине" (італ. De la causa, principio et uno, 1584), «Про безмежність, Всесвіт і світи» (італ. De l'infinito, universo et mondi, 1584), а також «Вигнання торжествуючого звіра» (італ. Lo spaccio de la bestia trionfante, 1584) і «Про героїчний ентузіазм» (італ. De gli eroici furori, 1585). Деякі з цих творів були надруковані Джоном Чарлвудом. Деякі праці, видані в Лондоні, зокрема «Бенкет на попелі», викликали обурення. Як і раніше, суперечливі погляди Бруно та його гостра мова відвернули від нього друзів. Джон Боссі висунув гіпотезу, що, мешкаючи у французькому посольстві в Лондоні, Бруно також шпигував за католицькими змовниками під псевдонімом «Генрі Фаго» на користь Френсіса Волсінгема, секретаря королеви Єлизавети I.
Іноді Бруно називають першим, хто висунув ідею про нескінченність Всесвіту, яку він сформулював саме в Англії. Проте Томас Діггс, англійський науковець, висловив цю думку ще 1576 року, тобто на вісім років раніше за Бруно. Ідеї про нескінченний Всесвіт і можливість існування іншого життя також раніше висував німецький кардинал Микола Кузанський у творі «Про вчене незнання», виданому 1440 року, і сам Бруно приписував своє розуміння множинності світів саме цьому мислителю, якого він називав «божественним Кузаном».

### Останні роки мандрів, 1585—1592

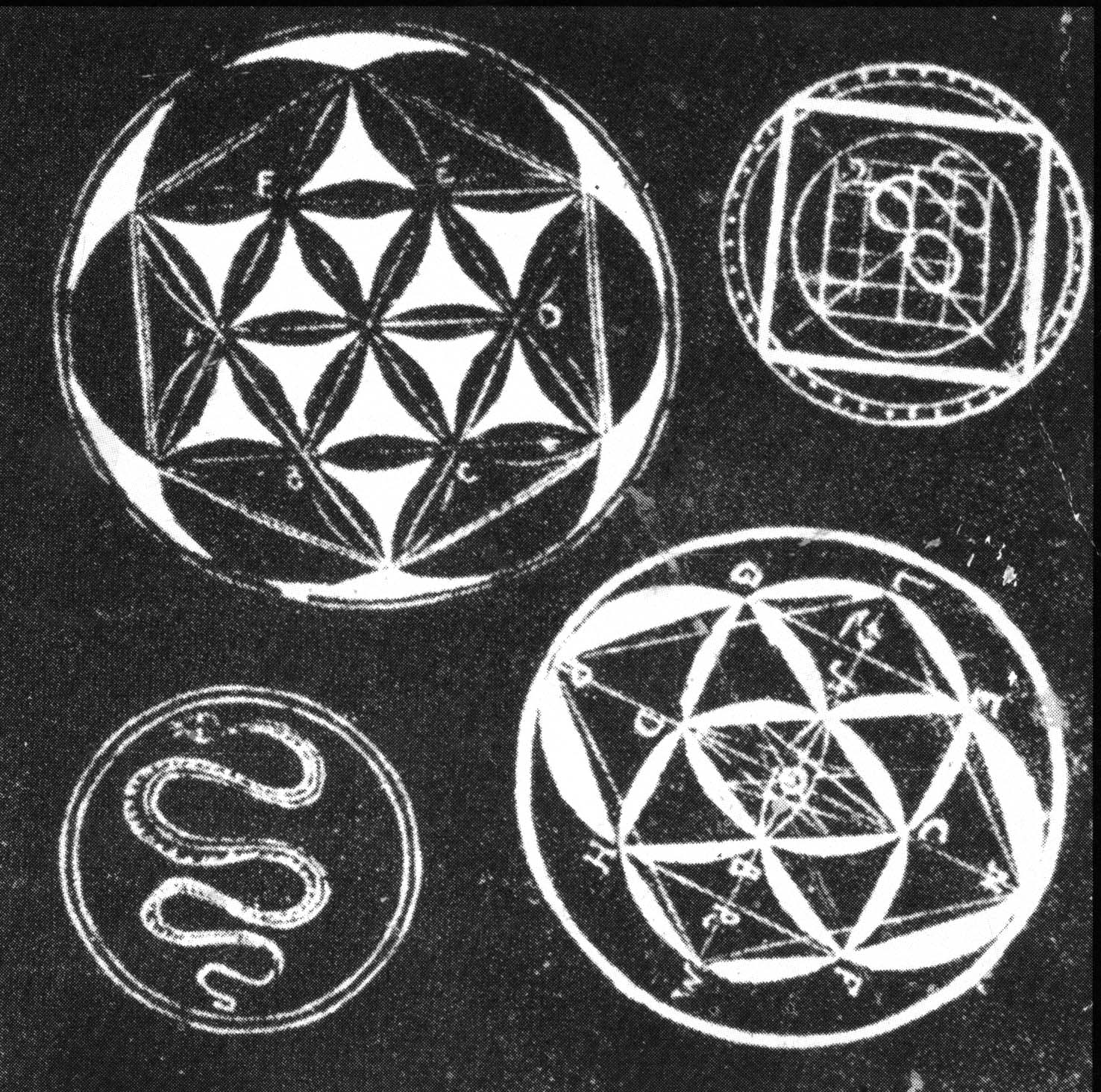
Ксилографія з твору Бруно «160 тез проти сучасних математиків і філософів» (Articuli centum et sexaginta adversus huius tempestatis mathematicos atque philosophos, Прага, 1588)

У жовтні 1585 року Кастельно відкликали до Франції, і Бруно вирушив туди разом із ним. У Парижі він застав напружену політичну ситуацію. Крім того, його 120 тез проти аристотелівської природничої науки швидко поставили його в немилість. У 1586 році, після бурхливої суперечки щодо цих тез, він залишив Францію й поїхав до Німеччини.
У Німеччині йому не вдалося отримати викладацьку посаду в Марбурзі, але він здобув дозвіл викладати у Віттенберзі, де протягом двох років читав лекції про Арістотеля. Однак із плином часу інтелектуальний клімат там змінився, і Бруно більше не був бажаним гостем. У 1588 році він переїхав до Праги, де отримав 300 талерів від Рудольфа II, але не зміг влаштуватися викладачем. Згодом він коротко викладав у Гельмштедті, але у 1590 році змушений був знову тікати після відлучення від церкви лютеранами.
У цей період він створив кілька латиномовних творів, які продиктував своєму другові та секретарю Джироламо Безлеру, зокрема «Про магію» (De Magia), «Тези про магію» (Theses De Magia) та «Загальне вчення про зв'язки» (De Vinculis in Genere). Усі ці твори, ймовірно, були записані Безлером у 1589—1590 роках. Також у 1591 році вийшла друком праця «Про композицію образів, знаків та ідей» (De Imaginum, Signorum, Et Idearum Compositione).
У 1591 році Бруно перебував у Франкфурті, де отримав запрошення від Джованні Моченіго, венеційського патриція, який прагнув опанувати мистецтво пам'яті, а також почув про вакантну посаду з математики в Падуанському університеті. У той час діяльність інквізиції здавалася менш суворою, а Венеційська республіка вважалася найбільш ліберальною державою на Апеннінському півострові, що заспокоїло Бруно і спонукало його до фатального кроку — повернення в Італію.
Спочатку він прибув до Падуї, де недовго викладав і подав заявку на посаду професора математики, однак зрештою наступного року її віддали Галілео Галілею. Бруно прийняв запрошення Моченіго і в березні 1592 року переїхав до Венеції. Протягом близько двох місяців він був домашнім учителем Моченіго, якому розповідав деякі зі своїх гетеродоксальних поглядів. Зрештою, Моченіго доніс на нього венеційській інквізиції, і 22 травня 1592 року Бруно був заарештований. Серед численних звинувачень у богохульстві й єресі, висунутих на підставі доносу Моченіго, було його переконання в множинності світів, а також звинувачення в особистих проступках. Бруно вміло захищався, наголошуючи на філософському характері деяких своїх поглядів, відкидаючи інші й визнаючи, що мав сумніви щодо деяких догматів. Однак Римська інквізиція зажадала його передачі до Риму. Після кількох місяців суперечок венеційська влада неохоче погодилася, і в січні 1593 року Бруно відправили до Рима.

### Ув'язнення, суд і страта, 1593—1600 роки

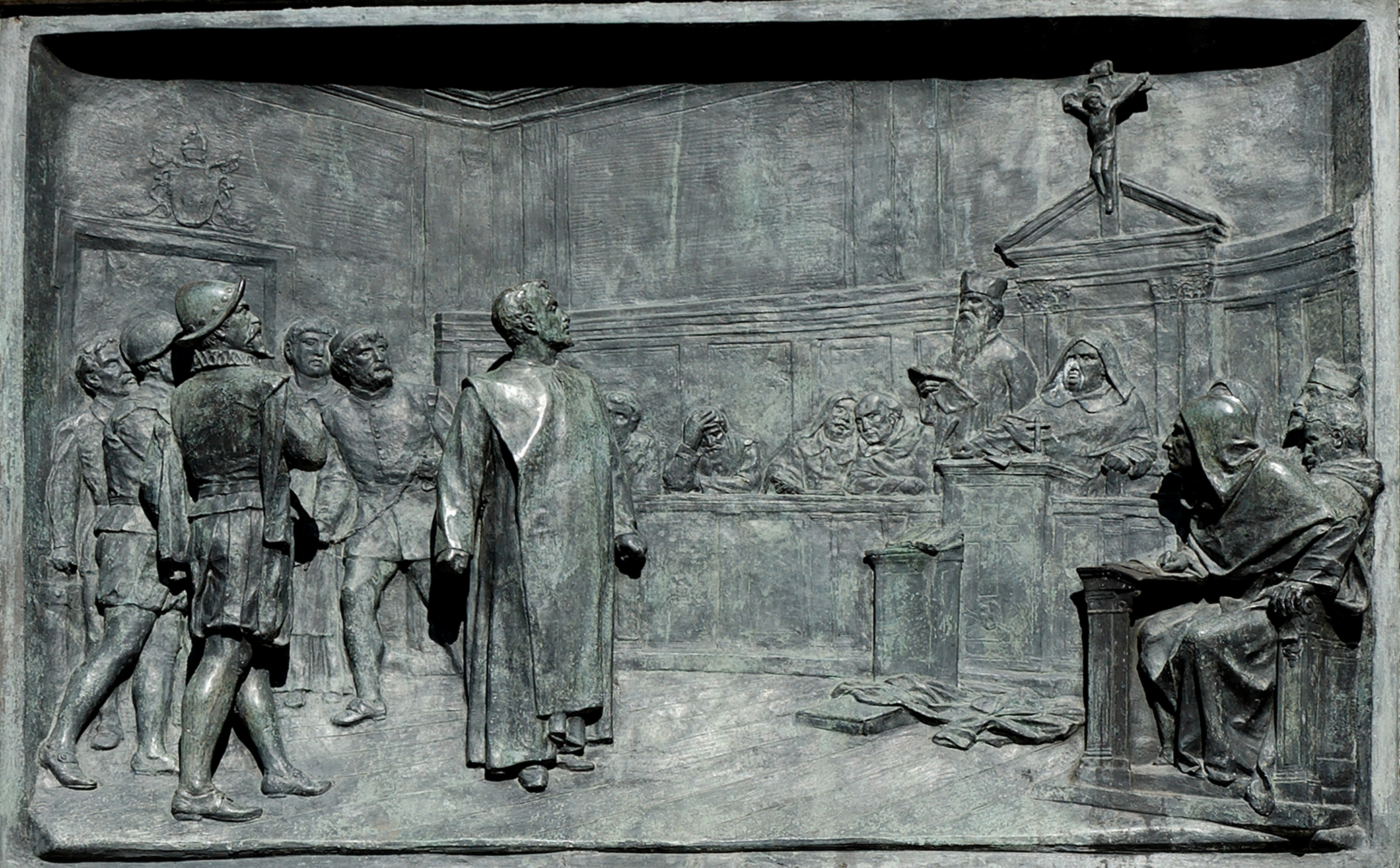
Суд над Джордано Бруно інквізицією; бронзовий барельєф Етторе Феррарі, Кампо-деї-Фйорі, Рим

Протягом семи років судового процесу в Римі Бруно утримували під вартою, зокрема в вежі Нона. Деякі важливі документи щодо суду було втрачено, однак інші збереглися — зокрема резюме судового процесу, яке було повторно відкрите 1940 року. Багато звинувачень проти Бруно ґрунтувалися на його книгах та свідченнях очевидців. Серед них — богохульство, аморальна поведінка та єресь у питаннях догматичного богослов'я. Вони стосувалися й основних принципів його філософії та космології. Луїджі Фірпо припускає, що Римська інквізиція висунула Бруно такі звинувачення:
- тривалі висловлення, які суперечать католицькій вірі й виступ проти неї та її провідників
- тривалі заперечення католицького вчення про Трійцю, божественність Ісуса Христа і Боговтілення.
- тривалі заперечення католицького вчення про Ісуса Христа як Месію.
- тривалі заперечення католицького вчення непорочності Діви Марії.
- тривалі заперечення католицького вчення щодо Євхаристії і Богослужіння.
- твердження про існування безлічі світів і їхньої вічності.
- віра в реінкарнацію та переселення людських душ у тварин.
- практикування магії і ворожіння.

Бруно захищався так само, як і у Венеції, наполягаючи на тому, що він приймає догматичне вчення Церкви, водночас намагаючись зберегти засади своєї космології. Зокрема, він рішуче відстоював переконання в існуванні безлічі світів, хоч і був попереджений про необхідність відмовитися від цієї ідеї. Суд очолював кардинал-інквізитор Белларміно, який вимагав повного зречення, однак Бруно зрештою відмовився. 20 січня 1600 року Папа Климент VIII оголосив його єретиком, а інквізиція винесла смертний вирок. За свідченням Гаспара Шоппа з Бреслау, Бруно нібито зробив загрозливий жест на адресу суддів і сказав: «Можливо, з більшим страхом ви виголошуєте цей вирок, ніж я його приймаю».
Бруно передали світській владі. 17 лютого 1600 року на площі Кампо-деї-Фйорі в центрі Риму його, оголеного та з «язиком скутим за лихослів'я», спалили на вогнищі. Його попіл розвіяли н.д річкою Тибр.
У 1603 році всі твори Бруно були внесені до Індексу заборонених книг. Заходи, вжиті для того, щоб змусити Бруно замовкнути, зрештою зробили його символом вільнодумства та свободи слова. Тепер у Римі щороку поблизу місця його страти відбуваються пам'ятні заходи на його честь.

## Філософія Бруно
Бруно цікавився філософією, був знавцем астрономії, подібно до Раймунда Луллія, був знавцем мистецтва пам'яті. Він написав низку книг з мнемонічної техніки, яка, на думку дослідників творчості Бруно, сходить своїм корінням до герметизму. У своїх творах Бруно звертався до імені Гермеса Трисмегіста. Великий вплив на Бруно мали вчення Коперника і заново відкриті в результаті перекладів, здійснених Марсіліо Фічіно, ідеї Платона. Серед інших впливів можна згадати Фому Аквінського, Аверроеса, Дунса Скота і Миколи Кузанського. У філософії Бруно ідеї неоплатонізму (особливо уявлення про єдиний початок і світову душу як рушійний принцип Всесвіту, які привели Бруно до гілозоїзму) перехрещувалися з сильним впливом переконань античних матеріалістів і піфагорійців. У Миколи Кузанського Бруно черпнув ідею «негативної теології», що витікає з неможливості позитивного визначення Бога. Це дало йому можливість протиставити схоластичному аристотелізму свою пантеїстичну натурфілософію.

### Уявлення про Бога
Спосіб пізнання Бога Джордано Бруно можна назвати пантеїстичним. Згідно з таким підходом, вся природа сакральна. Уявлення про Бога можна скласти, вивчаючи Природу, оскільки Бог присутній в усьому, що нас оточує. Він знаходиться в усьому, що сприймається нами, і в усьому, що лежить за межею нашого сприйняття. Таким чином, об'єктом філософії Ноланця, як Бруно називає себе в своїх творах, стає споглядання єдності природи.
Бруно вважав, що коли релігія спирається лише на догмати, це вбиває розум, не приносить людині очікуваного спокою. Сповнений надією на майбутнє, він бачив попереду можливість появи певної філософської релігії, яка б замінила усі культи і об'єднала людство.

### Уявлення про Всесвіт
У 1584 році Бруно опублікував два важливі філософські діалоги «Бенкет на попелі» та «Про безмежність, Всесвіт і світи», у яких виступив проти концепції планетарних сфер (те саме зробив Крістоф Ротманн у 1586 році, а Тихо Браге — у 1587), а також підтвердив правильність коперниківської моделі.
Зокрема, на підтримку геліоцентричного погляду й на спростування заперечення, згідно з яким рух Землі мав би відчуватись через рух вітрів, хмар тощо, у «Бенкеті на попелі» Бруно передбачає деякі аргументи Галілея щодо принципу відносності, зокрема, використовуючи приклад, який пізніше став відомий як корабель Галілея.
Разом із Землею рухається […] все, що є на Землі. Якщо, отже, з точки поза Землею щось буде кинуто в напрямку Землі, то через її рух об'єкт зіб'ється з прямої траєкторії, як це видно на прикладі корабля […] що пливе річкою: якщо хтось з берега в точці C кине камінь по прямій лінії, то побачить, як той промине ціль на відстань, пропорційну швидкості руху корабля. Але якщо хтось стоїть високо на щоглі того корабля, хоч би якою була його швидкість, він не промахнеться, бо камінь або інший важкий предмет, кинутий униз, падатиме по прямій від точки E (на вершині щогли чи кліті) до точки D (на дні щогли чи в нутрощах корабля). Так само, якщо хтось усередині корабля кине камінь вертикально вгору від точки D до точки E, то він повернеться тією ж лінією, незалежно від руху корабля, за умови, що не буде хитавиці.
За космологією Бруно, нескінченний Всесвіт наповнений особливою речовиною — «чистим повітрям», ефіром або spiritus — яка не чинить опору небесним тілам. На думку Бруно, вони не є фіксованими, а рухаються завдяки власному імпетусу (внутрішній рушійній силі). Найрадикальніше його твердження — повна відмова від ідеї ієрархічної будови Всесвіту.
Отже, Всесвіт єдиний, нескінченний, нерухомий… Його неможливо осягнути, тому він безкрайній і безмежний, і в цьому сенсі — нескінченний і невизначений, а отже — нерухомий.
Космологія Бруно розрізняє «сонця», що виробляють власне світло й тепло й мають тіла, які обертаються навколо них, та «землі», які обертаються навколо сонць і отримують від них світло й тепло. Бруно припускав, що деякі, якщо не всі об'єкти, відомі як нерухомі зорі, насправді є сонцями. На думку астрофізика Стівена Сотера, саме Бруно вперше усвідомив, що «зорі — це інші сонця зі своїми планетами».
Бруно писав, що інші світи «не мають меншої сили і не мають природи, відмінної від нашої Землі» і, як і Земля, «містять тварин та мешканців».
В кінці XVI і протягом XVII століття ідеї Бруно ставали предметом насмішок, суперечок або натхнення. Наприклад, Маргарет Кавендіш у 1664 році написала цілу серію віршів проти «атомів» і «нескінченних світів» у збірці «Poems and Fancies». Справжнє, хоч і часткове, визнання Бруно прийшло тільки під впливом ньютонівської космології.
Загальний внесок Бруно у становлення сучасної науки досі залишається предметом дискусій. Деякі дослідники, наслідуючи Франсіс Єйтс, підкреслюють важливість його ідей про нескінченність Всесвіту та відсутність геоцентричної структури як ключового переходу від старого до нового світогляду. Інші бачать у його концепції множинних світів, які втілюють нескінченні можливості первісного неподільного Цілого, попередника Еверетта та багатосвітової інтерпретації квантової механіки.
Хоча багато науковців визначають теологічну позицію Бруно як пантеїзм, деякі описують її як пандеїзм, а інші — як панентеїзм. Фізик і філософ Макс Бернгард Вайнштайн писав, що теологічна модель пандеїзму була яскраво виражена в ученнях Бруно, особливо у баченні божества, для якого «поняття Бога не відокремлене від поняття Всесвіту». Однак Отто Керн критикував, що Вайнштейн надто широко трактує Бруно та інших історичних філософів — Еріугену, Миколу Кузанського, Мендельсона та Лессінга — як пандеїстів або схильних до пандеїзму. Редактор «Discover» Корі Павелл також описував космологію Бруно як форму пантеїзму, що нагадує філософію Спінози.

### Ідея безсмертя душі
Бруно вважав, що душі безсмертні і є самостійними сутностями. Його міркування були такими: «Оскільки душа може мати буття без тіла і небуття у тілі, вона може в такий же спосіб, як вона перебувала в одному тілі, перебувати й в іншому, переходячи з одного тіла в інше».
«Я думаю, що душа, перебуваючи в одному тілі, є самостійною сутністю поза цим тілом, маючи відмінне від органічного тіла існування — у чому виступаю проти Аристотеля й інших, що вважали її якістю й формою тіла, невіддільню від нього, у такий же спосіб може знаходитися й в іншім тілі, і додати іншому тілу, що має пасивні властивості, безсмертну природу».

### Вчення про пізнання
Пізнання, за Бруно — процес невичерпний, як і сам Всесвіт. Рушійною силою пізнання Бруно вважав любов до Істини. Він ототожнює її з Богом, Єдністю, тому і не може відректися від усвідомленої ним Істини.

## Ретроспективний погляд

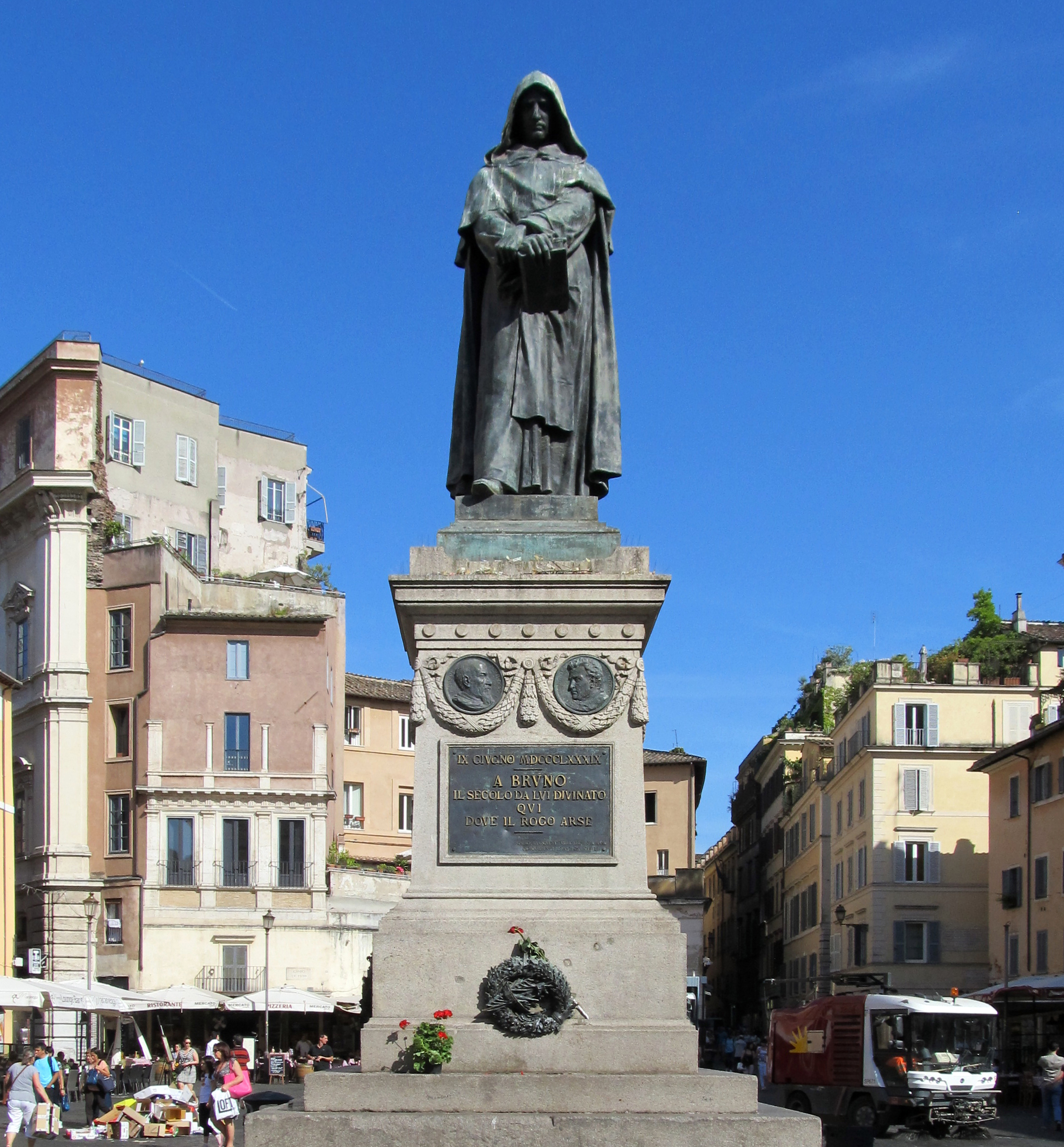
Пам'ятник Джордано Бруно на місці його страти — Кампо-деї-Фйорі в Римі

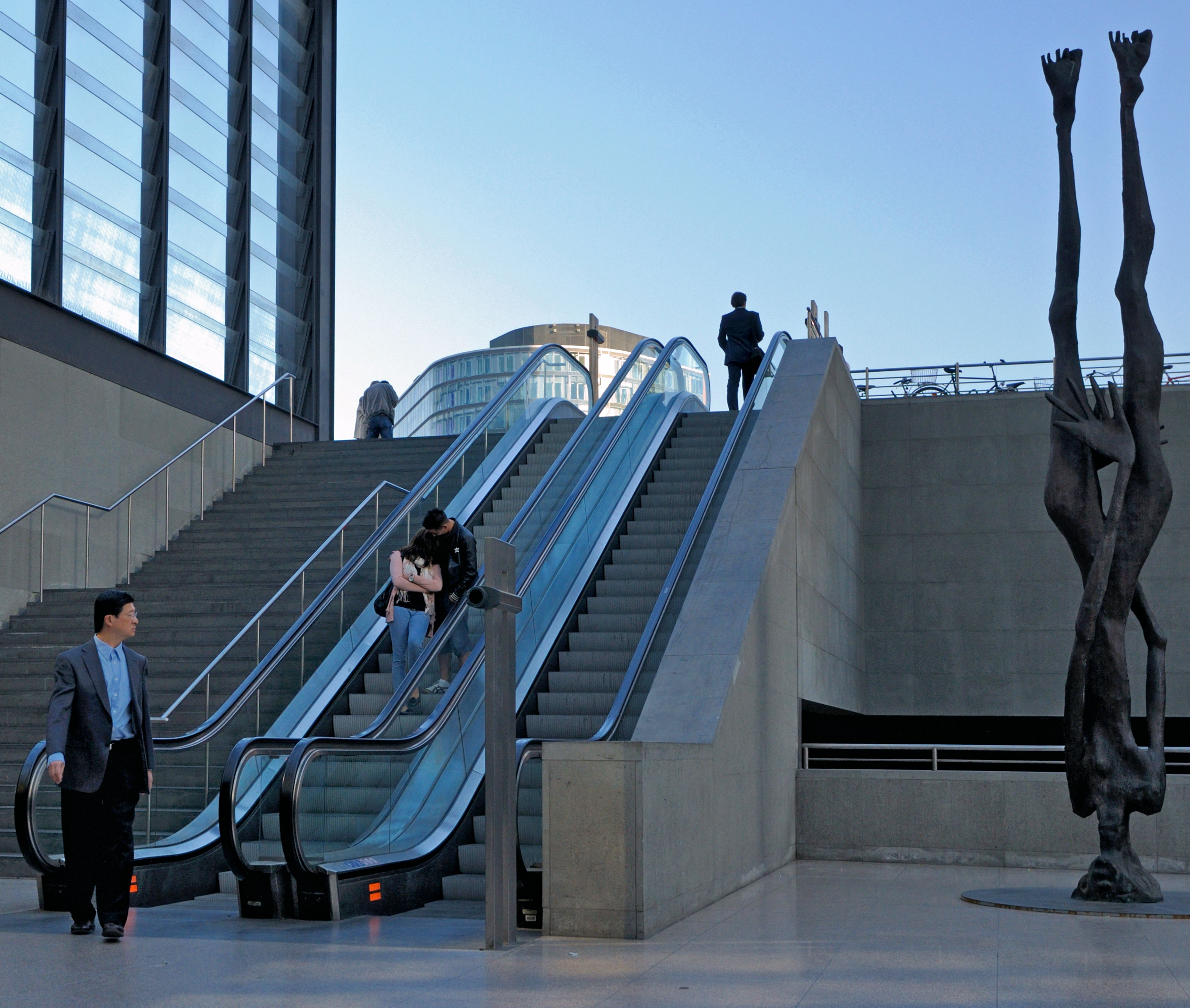
Пам'ятник Джордано Бруно на Потсдамській площі в Берліні, Німеччина, що зображує його спалення на вогнищі у перевернутому положенні

### Пізніша позиція Ватикану
У 2000 році, з нагоди 400-річчя страти Бруно, кардинал Анджело Содано назвав смерть Бруно «сумним епізодом», але, попри висловлене співчуття, виправдовував інквізиторів, стверджуючи, що вони «мали на меті служити свободі й загальному благу та зробили все можливе, щоб урятувати йому життя».
Того ж року Папа Іван Павло II загалом попросив пробачення за «використання насильства, до якого вдавалися деякі люди в ім'я істини».

### Мученик науки
Деякі автори називають Бруно «мучеником науки», проводячи паралелі з процесом Галілея, який розпочалася приблизно в 1610 році. Патерсон пише про Бруно та його геліоцентризм: «Не слід припускати, що він дійшов своїх висновків завдяки якійсь містичній інтуїції … Його праці є невід'ємною частиною наукового й філософського поступу, ініційованого ним самим». Патерсон, посилаючись на Гегеля, зазначає, що Бруно «відкриває сучасну теорію пізнання, яка розглядає всі природні речі у Всесвіті як доступні для людського розуміння завдяки діалектичній структурі розуму».
Індженьо пише, що Бруно сприйняв філософію Лукреція, яка «мала на меті звільнити людину від страху смерті та богів». Герої твору Бруно "Про причину, принцип і єдине" прагнуть «удосконалити спекулятивну науку та знання про природу», а також досягти філософії, «яка якнайлегше та найяскравіше сприяє досконалості людського розуму і якомога точніше відповідає істині природи».
Інші дослідники не поділяють такої точки зору, вважаючи тезу про «мучеництво заради науки» перебільшеною або й зовсім хибною. Для Френсіс Єйтс, хоч «ліберали XIX століття» й «захоплювалися» коперниканством Бруно, сам Бруно «відкинув наукову спадщину Коперника у донаукову добу, повертаючись до герметизму, трактуючи коперниканську схему як ієрогліф божественних таємниць».
На думку історика Мордехая Файнгольда, «як прихильники, так і критики Джордано Бруно в основному погоджуються, що він був пихатим і зарозумілим, надто цінував власні погляди та не проявляв терпимості навіть до м'якої незгоди». Аналізуючи ворожу реакцію на Бруно під час його перебування в Оксфорді, Файнгольд припускає, що «причиною відторгнення могли бути не стільки ідеї Бруно, скільки його манера, мова та надмірна самовпевненість».

### Теологічна єресь
У своїх «Лекціях з історії філософії» Гегель зазначав, що життя Бруно символізувало «сміливе заперечення всіх католицьких вірувань, які ґрунтуються лише на авторитеті».
Альфонсо Індженьо стверджує, що філософія Бруно «кидає виклик наслідкам Реформації, ставить під сумнів істинність християнства загалом і стверджує, що Христос обманув людство … Бруно припускає, що ми можемо тепер усвідомити універсальний закон, який керує вічним становленням усіх речей у безмежному всесвіті». Патерсон зазначає, що хоча копія офіційного папського осуду Бруно не збереглася, серед його єресей називали «вчення про безкінечний Всесвіт і незліченні світи», а також його переконання «щодо руху Землі».
Майкл Вайт зауважує, що інквізиція могла почати переслідування Бруно ще на початку його життя через його заперечення Арістотеля, інтерес до аріанства, читання творів Еразма Роттердамського та зберігання заборонених книжок. На думку Вайта, пізніша єресь Бруно була «багатогранною» і, можливо, ґрунтувалася на його уявленні про нескінченні світи. «Це була, мабуть, найнебезпечніша ідея з усіх … Якщо існували інші світи з розумними істотами, то чи їх також відвідував Бог? Ідея була просто немислимою».
Френсіс Єйтс відкидає те, що вона називає «легендою про те, що Бруно переслідували як філософа й стратили за його сміливі погляди на незліченні світи чи рух Землі». Водночас Єйтс визнає, що «Церква цілком була в своєму праві, включивши філософські положення до засудження єресей Бруно», оскільки «ці філософські погляди були нерозривно пов'язані з єресями».
Згідно зі «Стенфордською філософською енциклопедією», «у 1600 році не існувало офіційної католицької позиції щодо коперниканської системи, і вона, безумовно, не вважалася єрессю. Коли […] Бруно […] був спалений на вогнищі як єретик, це не мало жодного стосунку до його праць на підтримку коперниканської космології».
Такі ідеї Бруно, як екзопланети, уявлення про безмежність Всесвіту, а також ідея, що Сонячна система є лише рядовою планетною системою у Всесвіті, згодом стали основними у сучасній космології та філософії.

## В культурі

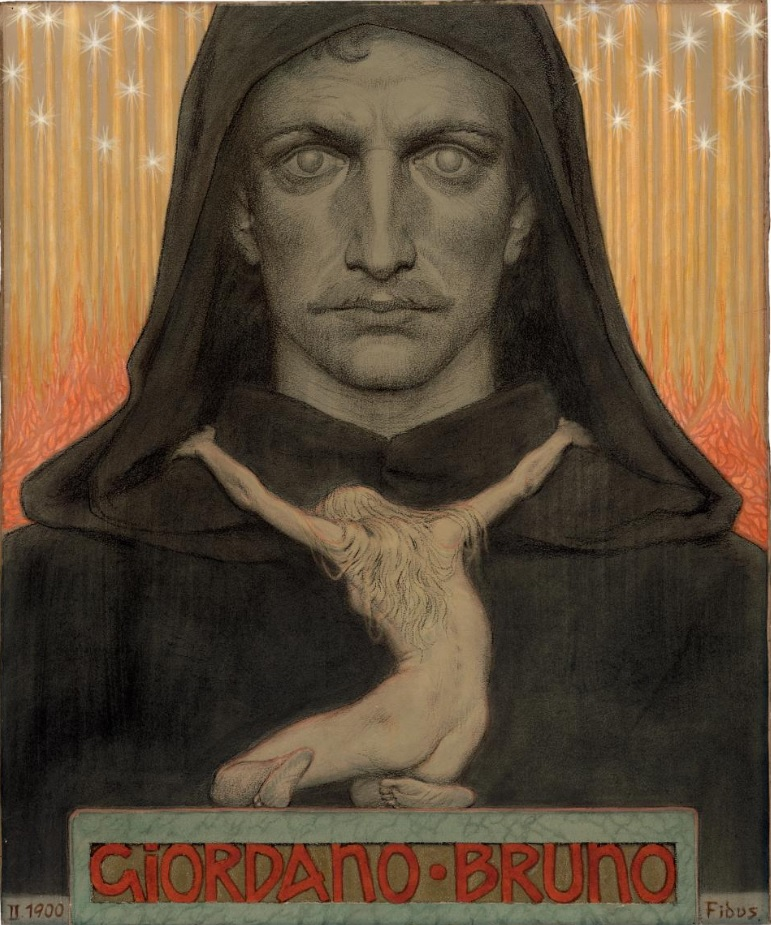
Ілюстрація Бруно, створена німецьким символістом Фідусом (1900)

### У мистецтві
Після захоплення Риму у 1870 році новоствореним Королівством Італія та завершення світської влади папства над містом, стало можливим встановлення пам'ятника Бруно на місці його страти. Встановлення викликало жорсткий спротив з боку клерикалів, однак пам'ятник було зрештою споруджено муніципалітетом Риму та урочисто відкрито 1889 року.
2 березня 2008 року на станції Потсдамер-Плац у Берліні було встановлено скульптуру людини, що стоїть догори ногами, створену Александром Польцином і присвячену смерті Бруно на вогнищі.
На іконографічних зображеннях Бруно часто зображений у домініканському каптурі, але без тонзури. Едвард Ґосселін припускає, що Бруно, ймовірно, носив тонзуру щонайменше до 1579 року, і цілком можливо, що й пізніше він знову її мав.

### У поезії
Вірші, що згадують Бруно:
- «The Monument of Giordano Bruno» (1889) — вірш Альджернона Чарльза Свінберна, написаний з нагоди встановлення пам'ятника Бруно в Римі[84].
- «Campo dei Fiori» (1943) — вірш Чеслава Мілоша, який проводить паралелі між байдужістю до долі Бруно і байдужістю до жертв окупації Польщі[85].
- «The Emancipators» (1958) — вірш Рендала Джаррелла, у якому Бруно згадується поряд із Галілео та Ньютоном як один із творців сучасного науково-індустріального світу[86].
- «What He Thought» (1994) — вірш Гезер Макхью, (можливо, автобіографічний), в якому група американських поетів відвідує Італію і слухає розповідь місцевого працівника культури про Бруно та природу поезії. Вірш увійшов до збірки «Hinge & Sign», яка була номінована на Національну книжкову премію[87].

### У художній літературі
Бруно та його теорія «збігу протилежностей» (coincidentia oppositorum) відіграють важливу роль у романі Джеймса Джойса «Поминки за Фіннеганом» (1939). У листі до своєї покровительки Гаррієт Шоу Вівер Джойс писав: «Його філософія — це певна форма дуалізму — кожна сила в природі повинна породити свою протилежність, щоб реалізувати себе, а протистояння веде до возз'єднання». Серед численних алюзій на Бруно в романі, зокрема згадки про його суд і катування, Джойс грається з концепцією coincidentia oppositorum, використовуючи ім'я Бруно в каламбурах на кшталт «Browne and Nolan» (назва дублінської друкарні) та «brownesberrow in nolandsland».
Бруно є одним із центральних персонажів тетралогії «Aegypt» (1987—2007) Джона Краулі. В романах художньо осмислені епізоди з життя Бруно, а його філософські ідеї становлять одну з основних тем циклу.
«Остання сповідь» (2000) Морріса Веста — незавершена, опублікована посмертно художня автобіографія Бруно, написана від його імені незадовго до страти.
У романі «Діти Бога» (2008) Мері Дорії Рассел, кілька персонажів подорожують міжзоряним кораблем, що носить ім'я Джордано Бруно.
Бруно виступає головним героєм серії історичних детективів «Джордано Бруно» (2010—2023), написаної С. Дж. Парріс.

### У музиці
Ганс Вернер Генце створив масштабну кантату для оркестру, хору та чотирьох солістів під назвою «Novae de infinito laudes» на італійські тексти Бруно. Її було записано 1972 року на Зальцбурзькому фестивалі, а згодом перевидано на CD Orfeo C609 031B.
Італійський композитор Франческо Філідеї написав оперу під назвою «Giordano Bruno» на лібрето Стефано Бузеллато. Прем'єра відбулася 12 вересня 2015 року в «Casa da Música» в Порту, Португалія.
Пісня «Roman Sky» (2016) американського метал-гурту Avenged Sevenfold присвячена смерті Бруно.
Бруно є центральною фігурою в електронній опері Роджера Дойла «Heresy — an electronic opera» (2017).

### На телебаченні
1955 року на екрани вийшов український радянський фільм «Багаття безсмертя», присвячений Джордано Бруно. Головну роль у ньому зіграв Володимир Дружников.
1973 року вийшов франко-італійський біографічний фільм "Джордано Бруно", знятий режисером Джуліано Монтальдо, головну роль виконав Джан Марія Волонте.
У 17-му сезоні американського телешоу «Pawn Stars» у серії, присвяченій рідкісним предметам, Чамлі відвідує Рим, щоб знайти перше видання книги Бруно.
У серіалі «Доктор Хто» в серії «Операція Рібос» (1978) з'являється персонаж на ім'я «Бінро Єретик», вигнаний за твердження, що зірки — це не крижані кристали, а інші сонця. BBC відкрито порівняла його з Джордано Бруно.
Ідеалізований анімований образ Бруно з'являється в першій серії телесеріалу «Космос: подорож у просторі та часі» (2014). У цьому зображенні Бруно має сучасніший вигляд: він без тонзури, у духовному вбранні, але без каптура. «Cosmos» подає Бруно як бідного філософа, страченого через відмову зректися віри в існування інших світів, хоча така інтерпретація зазнала критики за надмірне спрощення та історичну неточність.

## Пам'ять
- На місці страти Джордано Бруно на площі Кампо-деї-Фйорі в Римі в 1889 року встановили пам'ятник.
- Іменем Джордано Бруно назвали кратер на Місяці[107] та астероїд 5148 Джордано. Астероїд 13223 Ченаченері названий на честь філософського діалогу Джордано Бруно «Бенкет на попелі» (італ. La Cena de le Ceneri).
- У містах Рим, Мілан, Неаполь, Малага, Ліма, Флоренція, Кривий Ріг є вулиця Джордано Бруно.
- Фундація Джордано Бруно (нім. Giordano-Bruno-Stiftung) — неприбуткова організація в Німеччині, що підтримує ідеї еволюційного гуманізму, критикує релігійний фундаменталізм та націоналізм[108]
- Ліга SETI щороку присуджує премію пам'яті Джордано Бруно особі або групі осіб, які зробили значний внесок у розвиток пошуку позаземного розуму. Премію започаткував 1995 року соціолог Дональд Тартер до 395-ї річниці страти Бруно[109].

## Твори
- Ноїв ковчег (L'Arca di Noè, 1568). Сатирична поема. Не збереглась.
- Про тіні ідей (De umbris idearum, 1582)
- Пісня Цірцеї (Cantus circaeus, 1582)[110]
- Мистецтво пам'яті (Ars memoriae, 1582)
- Скорочена архітектура і завершення мистецтва Луллія (De compendiosa architectura et complento artis Lulli, 1582)[111]
- Свічник (Candelaio, 1582). Комедія, написана в Парижі. Її вважають вершиною пізнього Відродження в Італії. За період з часу написання комедія була поставлена тільки один раз, у римському театрі «Арджентина» в 1912 році.
- Мистецтво згадування (Ars reminiscendi, 1583)
- Пояснення тридцяти печаток (Explicatio triginta sigillorum, 1583)[112]
- Печатка печаток (Sigillus sigillorum, 1583)[113]
- Бенкет на попелі (La cena de le ceneri, 1584)
- Про причину, початок і єдине (De la causa, principio, et uno, 1584). Книга надрукована в Англії. У ній Бруно стверджує, що Бог (Нескінченне) включає чи утримує в собі всі атрибути, в той час як окремі феномени суть не що інше, як конкретні прояві єдиного нескінченного принципу. Єдина універсальна матерія і єдина універсальна форма, чи душа, є безпосередніми началами всіх окремих речей.
- Про безмежність, Всесвіт і світи (De l'infinito universo et mondi, 1584). У творі Бруно спростував традиційну аристотелівську космологію і стверджував, що фізичний Всесвіт нескінченний і включає нескінченне число світів, у кожному з яких є сонце і декілька планет. Таким чином, Сонце всього лише невелика зоря серед інших зір у нескінченному Всесвіті.
- Вигнання торжествуючого звіра (Spaccio de la bestia trionfante, 1584). Проповідує про пришестя або, точніше, відродження магічної релігії єгиптян.
- Кабала коня Пегаса (Cabala del cavallo Pegaseo, 1585)
- Про героїчний ентузіазм (De gli eroici furori, 1585)[114]
- Фігуративне представлення фізики Арістотеля (Figuratio Aristotelici Physici auditus, 1585)
- Два діалоги Фабріція Морденте Салернітанського (Dialogi duo de Fabricii Mordentis Salernitani, 1586)
- Тріумфуючий ідіот (Idiota triumphans, 1586)
- Тлумачення сновидінь (De somni interpretatione, 1586)[115]
- Зауваження щодо Луллієвого світильника (Animadversiones circa lampadem lullianam, 1586)[115]
- Світильник тридцяти статуй (Lampas triginta statuarum, 1586)[116]
- Сто двадцять статей про природу і світ проти перипатетиків (Centum et viginti articuli de natura et mundo adversus peripateticos, 1586)[117]
- Світильник комбінацій за Луллієм (De Lampade combinatoria Lulliana, 1587)[118]
- Про поступ і мисливський світильник логіків (De progressu et lampade venatoria logicorum, 1587)[119]
- Прощальна промова (Oratio valedictoria, 1588)[120]
- Задоволення від суперечки (Camoeracensis Acrotismus, 1588)[121]
- Про дослідження видів (De specierum scrutinio, 1588)
- Сто шістдесят тез проти сучасних математиків і філософів (Articuli centum et sexaginta adversus huius tempestatis mathematicos atque Philosophos, 1588)[122]. Книгу ілюструє загадкова серія діаграм. Вони мають оманливо геометричний вигляд, хоча іноді містять включення неочікуваних предметів на кшталт змії чи лютні. Книга плутана й складна для сприйняття, можливо, написана якимось шифром.
- Утішна промова (Oratio consolatoria, 1589)[122]
- Про зв'язки загалом (De vinculis in genere, 1591)[123]
- Про потрійний мінімум і міру (De triplici minimo et mensura, 1591)[124]
- Про монаду, число і фігуру (De monade numero et figura, 1591)[125]
- Про незліченне, безмежне і неописуване (De innumerabilibus, immenso, et infigurabili, 1591)
- Про композицію образів, знаків і ідей (De imaginum, signorum et idearum compositione, 1591)
- Сума метафізичних термінів (Summa terminorum metaphysicorum, 1595)[126][127]
- Мистецтво красномовства (Artificium perorandi, 1612)